# Glosadors de Mallorca
Glosadors de Mallorca és una associació cultural que promou el coneixement del cant oral improvisat, la glosa tradicional de Mallorca i que actua per recuperar i propagar el cant oral improvisat, el combat de picat i la glosa escrita com a elements genuins, populars i tradicionals.
Va ser creada l'any 2008. Els membres són glosadors i glosadores que són capaços de fer un combat oral improvisat. Uns membres destacats són Mateu Matas , i Maribel Servera que n'és l'actual presidenta i Felip Munar. També va formar part d'aquesta associació, entre d'altres, Toni Socias, amb el seu nom d'artsta Pobler o Teuler, que morí el 2011, i que va rebre un homenatge emotiu a Sa Pobla.

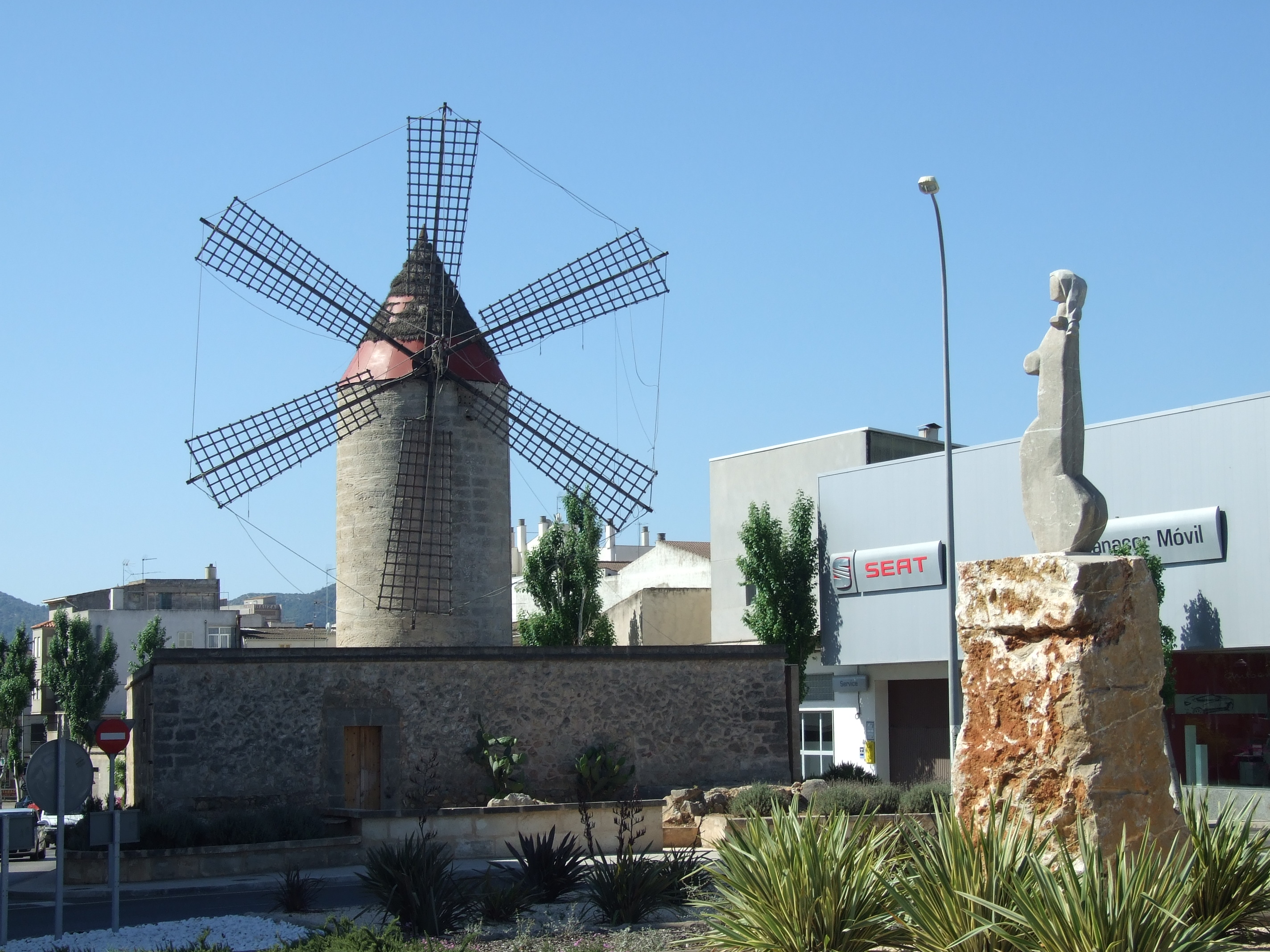
Molí d'en Polit

Els Glosadors de Mallorca han participat en trobades, festivals, simposis al voltant de la poesia oral improvisada celebrats a París, Portugal, Itàlia, Còrsega, Cuba, i arreu de l'Estat espanyol. Amb l'Obra Cultural Balear, el 2012 van organitzar un combat de glosadors contra la censura en protesta contra l'ajuntament de Calvià que havia prohibit l'acte durant la festa major. Participen en el moviment per a la protecció del català i van donar suport al moviment dels professors durant la vaga del 2014 contra la política lingüística del govern Bauzà. En col·laboració amb la Universitat de les Illes Balears i l'Institut Mediterrani d'Estudis Avançats van organitzar el 2014 «Glosaciència» un primer concurs amb gloses sobre ciència. El 2014 l'ajuntament de Manacor va cedir el Molí d'en Polit a l'associació per fomentar aquest art en un lloc emblemàtic, que quedarà obert activitats culturals d'altres entitats. Al primer any de funcionament del molí, s'hi van formar uns setanta joves a l'art de la glosa i contribuir a la revifalla de l'art popular. El mateix any va rebre el «Reconeixement de Mèrits» de l'institut del mateix municipi. El 2015 l'associació va rebre el premi Gota d'Oli, atorgat conjuntament per la Denominació d'Origen de l'Oli de Mallorca i el Consell i la Conselleria de Medi Ambient, Agricultura i Pesca del Govern Balear.